# Communauté de communes du Laragnais
La communauté de communes du Laragnais est une ancienne communauté de communes française, située dans le département des Hautes-Alpes en région Provence-Alpes-Côte d'Azur.

## Historique
La communauté de communes (CC) du Laragnais a été créée le 31 décembre 1994 par substitution au SIVOM du Laragnais, avec les sept communes du canton de Laragne-Montéglin,.
Le schéma départemental de coopération intercommunale des Hautes-Alpes a prévu la fusion de la CC du Laragnais avec les CC de Ribiers Val de Méouge, ainsi que les deux intercommunalités bas-alpines du Sisteronais et de La Motte-du-Caire - Turriers pour former la communauté de communes interdépartementale Sisteronais-Buëch. Malgré une population supérieure à 5 000 habitants, la communauté de communes n'avait pas l'obligation de fusionner.
Après avis de la commission départementale de coopération intercommunale du 17 mars 2016, la communauté de communes du Laragnais fusionne avec six autres communautés de communes (Interdépartementale des Baronnies, Vallée de l'Oule, Serrois, Canton de Ribiers Val de Méouge, Sisteronais et La Motte-du-Caire - Turriers). Elle prend le nom de « communauté de communes Sisteronais-Buëch » par l'arrêté préfectoral du 14 novembre 2016.

### Liste des présidents
| Période                    | Période          | Identité           | Étiquette    | Qualité                                                                                          |
| -------------------------- | ---------------- | ------------------ | ------------ | ------------------------------------------------------------------------------------------------ |
| 1er janvier 1995           | 16 mars 2008     | Henriette Martinez | RPR puis UMP | Députée des Hautes-Alpes (1993-1997 et 2002-2007) Vice-présidente du conseil général (1998-2001) |
| 2008[précision nécessaire] | 14 avril 2014    | Auguste Truphème   |              | Ancien président du conseil général                                                              |
| 14 avril 2014              | 31 décembre 2016 | Henriette Martinez | UMP          | Maire de Laragne-Montéglin                                                                       |

## Territoire communautaire

### Géographie
La communauté de communes du Laragnais est située à l'extrême sud du département des Hautes-Alpes, dans le bassin de vie de Laragne. Elle jouxte six intercommunalités : Canton de Ribiers Val de Méouge au sud-ouest, Interdépartementale des Baronnies à l'ouest, le Serrois au nord-ouest, Tallard-Barcillonnette au nord, et deux dans le département limitrophe des Alpes-de-Haute-Provence : La Motte-du-Caire - Turriers à l'est et le Sisteronais au sud-est.
Le périmètre intercommunal s'étend à l'ouest vers Eyguians, à l'est vers Monêtier-Allemont et au sud vers Le Poët. Il est desservi par trois axes routiers importants, l'autoroute A51 (sans point d'échange), longeant le canal EDF et la Durance, entre Monêtier-Allemont et Le Poët, la route départementale 1085 assurant la desserte des deux villages précités et à l'ouest, la route départementale 1075, axe européen (E712) entre Sisteron et Grenoble et desservant la ville principale de Laragne-Montéglin. Enfin, la route départementale 942 dessert quatre communes du Laragnais.

### Composition
Avant constitution de la commune nouvelle de Garde-Colombe, incluant la commune déléguée d'Eyguians, la communauté de communes du Laragnais était composée des communes d'Eyguians, de Laragne-Montéglin, de Lazer, du Poët, de Monêtier-Allemont, d'Upaix et de Ventavon.

### Démographie
| 1968  | 1975  | 1982  | 1990  | 1999  | 2008  | 2013  |
| ----- | ----- | ----- | ----- | ----- | ----- | ----- |
| 5 418 | 5 756 | 5 497 | 5 413 | 5 594 | 6 088 | 6 051 |

## Administration

### Siège
Le siège de la communauté de communes est situé à Lazer.

### Les élus
La communauté de communes est gérée par un conseil communautaire composé de 24 membres représentant chacune des communes membres.
Ils sont répartis comme suit :
- dix membres pour la commune de Laragne-Montéglin ;
- trois membres pour la commune du Poët ;
- trois membres pour la commune de Ventavon ;
- deux membres pour les quatre autres communes.

### Présidence
Le conseil communautaire du 14 avril 2014 a élu sa présidente, Henriette Martinez, maire de Laragne-Montéglin, et désigné ses six vice-présidents :
1. Alain Montey, maire du Poët ;
2. Patricia Morhet-Richaud, maire de Lazer ;
3. Juan Moreno, maire de Ventavon ;
4. Abel Jouve, maire d'Upaix ;
5. Damien Duranceau, maire d'Eyguians ;
6. Frédéric Robert, maire de Monêtier-Allemont.

Ils forment ensemble l'exécutif de l'intercommunalité pour le mandat 2014-2020.

### Compétences
L'intercommunalité exerce des compétences qui lui sont déléguées par les communes membres :
Compétences obligatoires :
- développement économique : aménagement, entretien et gestion des zones d'activités d'intérêt communautaire (au nombre de deux, au Poët et à Laragne-Montéglin), animation économique et sociale, tourisme, opérations de revitalisation et de redynamisation du commerce, maison de pays ;
- aménagement de l'espace : gestion des sentiers pédestres et de randonnée (sept sont d'intérêt communautaire), mise en œuvre de démarches globales de gestion des cours d'eau (adhésion à deux syndicats pour les deux principales rivières, le Buëch et la Durance), SCOT et schéma de secteur, zones d'aménagement concerté, systèmes d'information géographique, aide au maintien de la présence postale en zone rurale.

Compétences optionnelles :
- protection et mise en valeur de l'environnement : collecte et traitement des déchets ménagers, déchèterie intercommunale ;
- culture et loisirs : école de musique, animations culturelles ;
- logement et cadre de vie ;
- sécurité et prévention de la délinquance ;
- sport.

S'ajoutent quelques compétences facultatives, comme la voirie.

### Régime fiscal et budget
Fiscalité professionnelle unique.